# Disputa por los derechos de autor de los selfis de una macaca

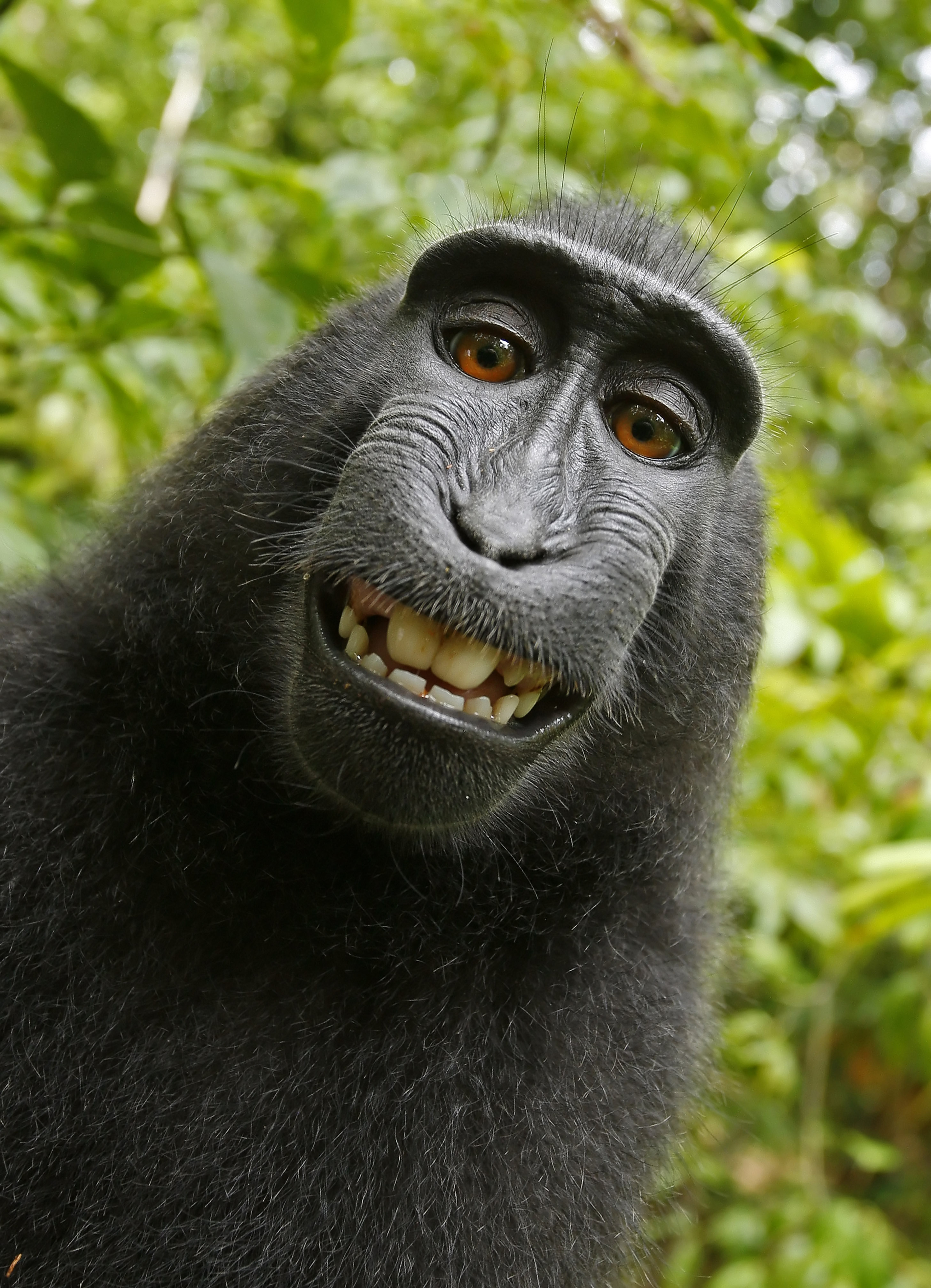
Una de las disputadas fotografías tomadas por el mono

Los selfis de la macaca son una serie de imágenes tomadas por una hembra de macaco negro crestado (Macaca nigra) usando equipamiento del fotógrafo británico de naturaleza David Slater. La publicación de estas imágenes en Wikimedia Commons estuvo en el centro de una disputa legal a mediados de 2014 sobre si los derechos de autor podrían aplicarse a obras de arte hechas por animales. La pretensión de Slater sobre los derechos de autoría de las imágenes fue cuestionada por varios académicos y organizaciones, basándose en el entendido de que los derechos de autor son conferidos al creador, y que un creador no humano (incapaz de ser considerado como persona jurídica) no podía aducir derechos de autor.
En diciembre de 2014, la Oficina del Derecho de Autor de los Estados Unidos declaró que los trabajos creados por entes no-humanos no están sujetos a la protección de derechos de autor en los Estados Unidos. En enero de 2016, el juez federal de San Francisco William Orrick falló en el mismo sentido, aclarando que el Congreso o el presidente pueden «extender la protección de la ley a los animales además de los humanos, pero no hay indicios de que lo hicieran en la ley de Derechos de Autor».

## Trasfondo
En 2011, el fotógrafo de la naturaleza David Slater viajó a Indonesia para tomar fotografías del macaco negro crestado. Durante sus preparaciones, un macaco hembra usó su cámara y tomó varias fotografías. La mayoría de estas fotografías eran inservibles, pero algunas otras salieron nítidas y Slater las distribuyó bajo el título «autorretrato del mono». Slater vendió la imagen a la Agencia de noticias Caters, asumiendo que él poseía los derechos de autor; Slater argumentó que él preparó la cámara y la toma, y que «fue mi idea dejarles jugar con la cámara y todo ante mi vista. Sabía que los monos muy probablemente lo harían y lo pronostiqué. Sabía que había alguna posibilidad de que saliera alguna foto».

## Controversias sobre derechos de autor

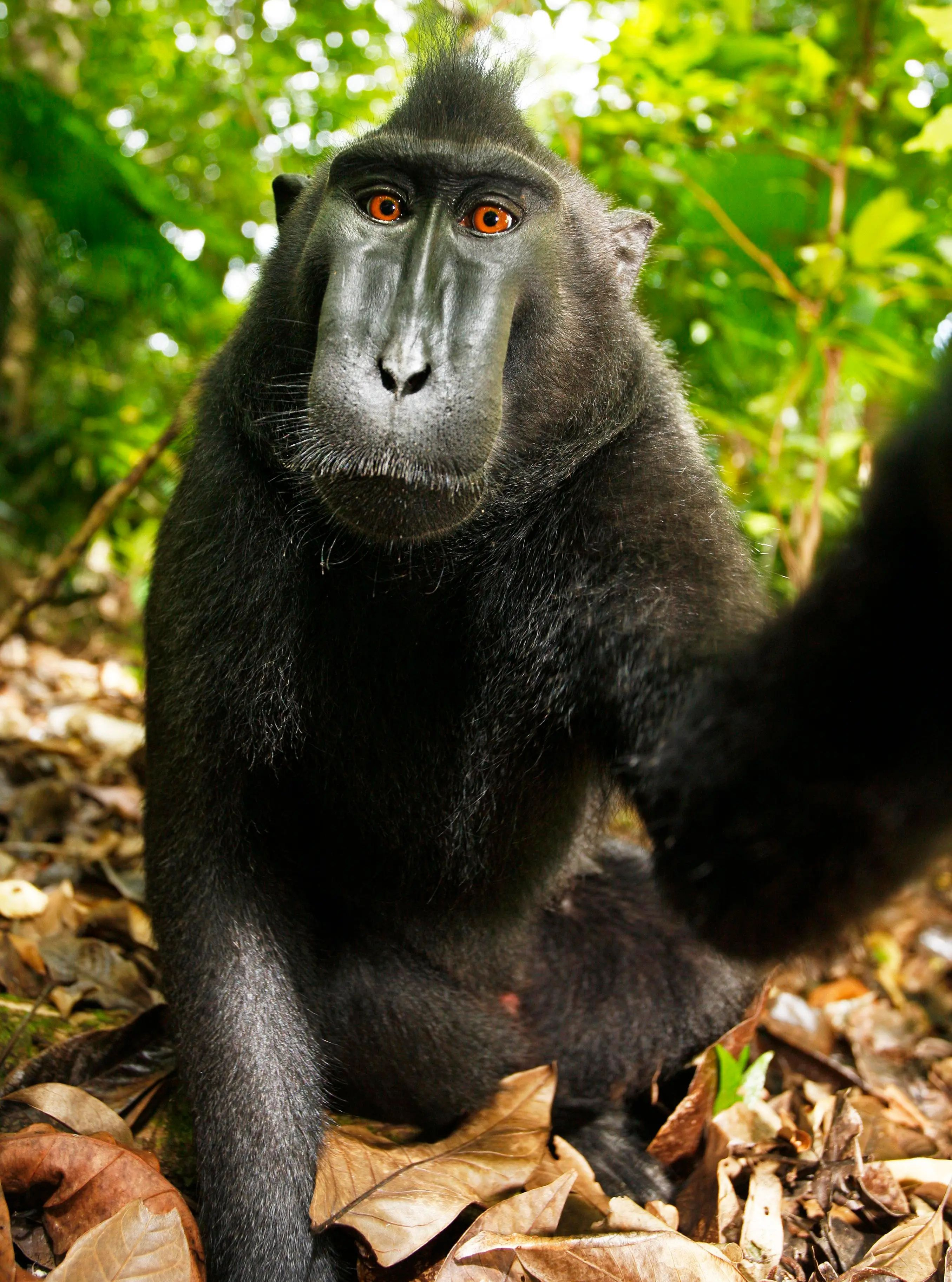
Autorretrato de cuerpo entero, otra de las imágenes cuestionadas

La reclamación de derechos de autoría de Slater fue cuestionada por el blog Techdirt, el cual argumentó que la fotografía estaba en el dominio público porque un simio no es una persona jurídica capaz de ostentar derechos de autor, y que Slater no podía reclamarlos porque no estuvo implicado en su creación.
Después, Caters envió una petición para que la foto fuera eliminada, aduciendo una falta de acreditación de la licencia; aun así, en respuesta a una respuesta del autor del blog, Mike Masnick, el representante declaró que Masnick «evidentemente 'subió' estas fotografías de algún lugar—yo presumo que del Daily Mail», y prosiguió su exigencia de que se eliminara (a pesar del alegato de Masnick de que, aún si la imagen pudiera ser sometida a derechos de autor, el uso de esta en Techdirt sería considerada fair use (uso justo) según la ley de Derechos de Autor de Estados Unidos), creyendo que «sin importar el asunto de quién posee o no el derecho de autor, está 100% claro que el dueño de los derechos de autor no es usted».
Las fotografías de Slater fueron cargadas al repositorio multimedia Wikimedia Commons. Este sitio solo acepta archivos multimedia que estén autorizados bajo una licencia de contenido libre, que estén en el dominio público, o que sean inelegibles para derechos de autor. El sitio web categorizó las fotografías de Slater como de dominio público sobre la base de que estas eran la creación de un animal, no de una persona. Slater exigió a la Fundación Wikimedia, propietaria de Wikimedia Commons, que pagara por las fotografías o que las borrara de Wikimedia Commons, alegando que él poseía los derechos de autoría de estas. Su pretensión fue rechazada por la organización, la cual determinó que ninguna persona poseía los derechos de autor al ser un simio el autor de la fotografía. La solicitud estuvo revelada tan parte de un informe de transparencia liberado por la fundación en agosto de 2014.
Slater dijo a BBC Noticias que sufrió una pérdida financiera a raíz de que las imágenes estaban disponibles en Wikimedia Commons, «gané 2000 libras en el primer año después de que esta fuera tomada. Pero desde que apareció en Wikipedia todo el interés en comprarla desapareció. Es complicado hablar de una cifra pero creo que he perdido 10 000 libras o más en ingresos. Esto está matando mi negocio.” De acuerdo con The Daily Telegraph Slater declaró que, «De lo que ellos no se dan cuenta es que se necesita un tribunal para decidir (sobre los derechos de autor)».
Los abogados especializados en propiedad intelectual estadounidense y británico Mary M. Luria y Charles Swan declararon que al ser el creador de la fotografía un animal, y no una persona, no hay ningún derecho de autoría en la fotografía, sin que importe quién es el dueño del equipo con el cual la fotografía fue hecha. Aun así, la abogada de medios de comunicación británica Christina Michalos dijo que de acuerdo con la ley británica sobre arte producido por computadoras, se podría argumentar que el fotógrafo podría poseer los derechos de autoría de la fotografía, pues él poseía y presumiblemente preparó la cámara.
El 22 de diciembre de 2014, la Oficina de Derechos de Autor de los Estados Unidos aclaró sus prácticas, señalando explícitamente que las obras creadas por entes no-humanos no pueden ser sujetas a derechos de autor, y menciona entre sus ejemplos una «fotografía tomada por un simio».

## El asunto PETA
En otra disputa, PETA intentó usar las selfies de los monos para establecer un precedente legal de que los animales deberían ser declarados titulares de derechos de autor. Slater había publicado un libro que contenía tales fotografías, a través de la empresa de autoedición Blurb Inc. En septiembre de 2015, PETA presentó una demanda contra Slater y Blurb, solicitando que se le asignaran los derechos de autor al mono y que se designara a PETA para administrar las ganancias de las fotos para «el beneficio de las especies en peligro de extinción». En noviembre, el abogado de la parte acusada hizo notar que PETA había introducido la demanda en representación del mono equivocado.  Al desestimar el caso de PETA, el juez William Orrick dictaminó que un animal no puede poseer derechos de autor, de conformidad con la ley estadounidense. PETA apeló, y en septiembre de 2017, PETA y el fotógrafo llegaron a un acuerdo por el cual Slater donaría una parte de los ingresos futuros por las fotografías a organizaciones de vida silvestre. Sin embargo, el tribunal de apelaciones no aceptó el desistimiento de la causa y continuó adelante con el trámite de la apelación y, en definitiva, entendió que debía determinar si había o no que anular la sentencia del juzgado inferior. Así, en abril de 2018, el tribunal de apelaciones profirió sentencia confirmatoria de la de primera instancia, estableciendo que los animales no pueden legalmente tener derechos de autor, a la vez que hizo pública la preocupación del tribunal acerca de las verdaderas motivaciones de PETA, que habían de promover sus propios intereses particulares, en lugar de proteger los derechos legales de los animales.

## Documental
En mayo de 2018, publicaciones Condé Nast adquirió los derechos de Slater para hacer una película de estilo documental relacionada con la disputa de las selfies de los monos. El proyecto está siendo supervisado por Dawn Ostroff y Jeremy Steckler.